# Carl Welkisch

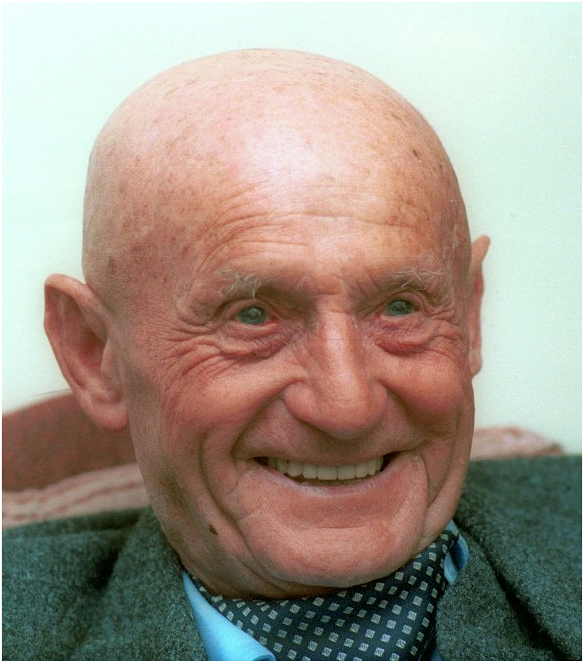
Carl Welkisch (April 1980 in Meran)

Carl Welkisch (* 14. Dezember 1888 in Gloden, Provinz Posen; † 9. August 1984 in Überlingen) war ein deutscher Mystiker und "Geistiger Heiler".

## Leben
Von 1903 bis 1907 absolvierte Welkisch eine kaufmännische Lehre in Grünberg und Schwiebus. Nach Aufenthalten in Gloden und Posen wirkte er ab 1910 als Heiler in Bromberg. Nach seiner Ausbildung bei Carl Huter 1912 betrieb er eine Heiler-Praxis in Breslau. 1928 zog er nach Berlin um. 1934/35 war er ohne Anklage im Gefängnis in Breslau und im KZ Columbia inhaftiert. Nach einem Schweden-Aufenthalt (1939/40) waren weitere Stationen Schwusen (1939–1945), Klein Polkwitz (1945–1947), sowie Wiesbaden, Weidenberg und Meersburg, bis er 1953 seinen endgültigen Wohnsitz in Überlingen am Bodensee fand.

## Zu seinem Selbstverständnis
Carl Welkisch hatte nach eigenen Angaben mit sieben Jahren ein Gotteserleben, in dem er berufen wurde, Gottes Kraft und Liebe auf die Erde zu bringen. Von Kindheit an sei Carl Welkisch aufgrund seiner besonderen Veranlagung offen gewesen für die sichtbare und unsichtbare Welt. In Christus- und Gotteserlebnissen sei ihm gezeigt worden, dass er nicht nur seine Seele, sondern auch seinen irdischen Leib von Gott durchdringen lassen solle. Er beschreibt es in seiner Autobiografie Im Geistfeuer Gottes – Neufassung 1979 als einen lebenslangen Weg des Leidens und der Liebe. Hohe Christus- und Gotteserlebnisse hätten ihn dabei gestärkt. In seinem Buch Der Mensch zwischen Geist und Welt hat er seine Erfahrungen und Erkenntnisse über den Weg des Menschen in der diesseitigen und jenseitigen Welt niedergelegt. Seine große von Gott getragene Liebe solle der Mystiker in den Körper und in die Außenwelt tragen und besonders bei der Umwandlung der Sexualität mitwirken, wie er es in dem Buch In der Liebesglut Gottes beschrieben hat.

## Werke
- Vergeistigung: Erlebnisse und Erkenntnisse eines Sehers und Heilers. 1927
- Im Geistfeuer Gottes. 1957 (Neufassung 1979) ISBN 978-3-926493-06-4
- Der Mensch zwischen Geist und Welt. 1976 ISBN 978-3-87667-044-7
- In der Liebesglut Gottes: Erlebnisse und Einsichten über das Zusammenspiel von Liebe und Sexualität. 1987 ISBN 978-3-926493-00-2
- In den Fußstapfen Christi: Abschluss des Lebensberichtes "Im Geistfeuer Gottes". 1988 ISBN 978-3-926493-04-0